# Kościół św. Stanisława Kostki w Żmigrodzie
Kościół świętego Stanisława Kostki – rzymskokatolicki kościół pomocniczy należący do parafii Trójcy Świętej w Żmigrodzie.
Jest to budowla wzniesiona w latach 1854–1861, jako kościół ewangelicki. Została zaprojektowana przez Hermanna Friedricha Waesemanna. Świątynia została wybudowana w stylu neogotyckim. Jest to kościół murowany, zbudowany z cegły, składający się z jednej nawy. Został założony na planie krzyża łacińskiego. Od strony wschodniej jest umieszczona, wtopiona w korpus, wieża. We wnętrzu można obejrzeć ozdobne stropy belkowe, sklepienia gwieździste oraz wyposażenie z czasów budowy świątyni.
Po II wojnie światowej przez wiele lata kościół był zamknięty, ale po wielokrotnych staraniach ówczesnego proboszcza księdza Antoniego Kułagi CM został przyznany parafii i odrremontowany. W dniu 26 listopada 1972 roku został rekonsekrowany i otrzymał wezwanie św. Stanisława Kostki.